# Sun Dandan
Sun Dandan (chiń. 孙丹丹; ur. 3 lipca 1978 w Changchunie) – chińska łyżwiarka szybka specjalizująca się w short tracku, dwukrotna medalistka igrzysk olimpijskich, multimedalistka mistrzostw świata.
Dwukrotnie wystąpiła na zimowych igrzyskach olimpijskich. W 1998 roku podczas igrzysk w Nagano zdobyła srebrny medal olimpijski w biegu sztafetowym (wraz z nią w chińskiej sztafecie pobiegły Yang Yang (A), Yang Yang (S) i Wang Chunlu). Cztery lata później na igrzyskach w Salt Lake City również wystąpiła w sztafecie (skład chińskiej sztafety był taki sam jak w Nagano) i ponownie została wicemistrzynią olimpijską.
W latach 1996–2001 zdobyła pięć medali mistrzostw świata (cztery złote i jeden srebrny), w latach 1998–2001 cztery złote medale drużynowych mistrzostw świata, w latach 1996–1999 trzy medale igrzysk azjatyckich (złoty, srebrny i brązowy), a w 1997 roku złoty medal zimowej uniwersjady.